# Рилкова къща
Рилковата къща (на македонска литературна норма: Рилкова куќа) е възрожденска къща в град Охрид, Северна Македония. Сградата е обявена за значимо културно наследство на Република Македония.

## История
Къщата е разположена във Вароша, на улица „Цар Самуил“ № 33. Част е от комплекса болнички къщи срещу „Света Богородица Болничка“, към която гледа главната източна фасада на къщата. На север, през улица „Цар Самуил“ граничи с Ламбеската къща. Принадлежала е на фамилията Рилковци.

## Архитектура
Къщата има многобройни запазени оригинални елементи. Състои се от приземие и два етажа. Конструкцията е традиционна, характерна за епохата - каменно приземие и етажи с дървена паянтова конструкция с леко еркерно издаване. Фасадата е боядисана с розова боя и има дървени обшивки около прозорците и характерни изпъкнали дървени стрехи.